# Doorfietsroute Woerden-Utrecht
De doorfietsroute Woerden-Utrecht is een geplande doorfietsroute in de provincie Utrecht. De route zal Woerden verbinden met de Utrechtse wijken Vleuten-De Meern, Leidsche Rijn en West via Harmelen. Naar verwachting zal de doorfietsroute in 2023 geopend worden, als tweede doorfietsroute van de provincie na de doorfietsroute Amersfoort-Utrecht.
Voor de realisatie van de doorfietsroute worden bestaande fietsverbindingen verbeterd en aan elkaar verbonden. Ook worden obstakels zoals paaltjes verwijderd en wordt de route herkenbaar gemarkeerd. Fietsers krijgen op de route vaker voorrang op overig verkeer en krijgen sneller groen bij verkeerslichten. De route wordt 19 km lang.
Het streven is om met de doorfietsroute het gebruik van de fiets in het woon-werkverkeer te stimuleren. De ambitie van de provincie is om in 2023 10% meer fietsgebruik op de route te krijgen ten opzichte van de situatie in 2019.

## Tracé
De doorfietsroute start bij het stationsplein bij station Woerden. De route volgt de spoorlijn richting Utrecht via een nieuwe fietsweg langs de nog te ontwikkelen wijk Snellerpoort. De route loopt daarna parallel aan de Oude Rijn door Harmelen. Voorbij het centrum van Harmelen wordt de Leidse Rijn overgestoken bij de Molenbrug. Via de polder Harmelerwaard wordt De Meern in Utrecht bereikt. De route blijft parallel aan de Leidse Rijn lopen tot de oversteek bij de Stadsdambrug. Na het fietspad onder de A2 wordt het Amsterdam-Rijnkanaal overgestoken via de Meernbrug. Daarna wordt de Leidse Rijn weer gevolgd via de Leidseweg. Na de oversteek over de Muntbrug over het Merwedekanaal eindigt de doorfietsroute bij het Westplein, vlak bij Utrecht Centraal.

## Kosten
De totale kosten zijn berekend op 4,7 miljoen euro, waarvan 3,3 miljoen voor de rekening van de provincie Utrecht. De overige kosten worden betaald door de gemeentes Utrecht en Woerden.

## Planning
In april 2019 werd een intentieverklaring getekend door de provincie en de gemeentes Utrecht en Woerden. in samenspraak met de Fietsersbond werd het exacte traject en de vormgeving van de route vastgelegd. De samenwerkingsovereenkomst tussen de provincies en gemeentes over ontwerp, de kostenverdeling en de uitvoeringsafspraken werd in 2020 bereikt. De werkzaamheden starten in 2022 en de geplande opening is in 2023.
In juni 2019 werd in Woerden het eerste onderdeel van de doorfietsroute tussen het stationsplein en Snellerpoort geopend.